# Montfortula
Montfortula là một chi ốc biển trong họ Fissurellidae.

## Các loài
Các loài trong chi Montfortula gồm có:
- Montfortula rugosa